# Claira
Claira (in catalano Clairà) è un comune francese di 3 573 abitanti situato nel dipartimento dei Pirenei Orientali nella regione dell'Occitania.

## Geografia fisica

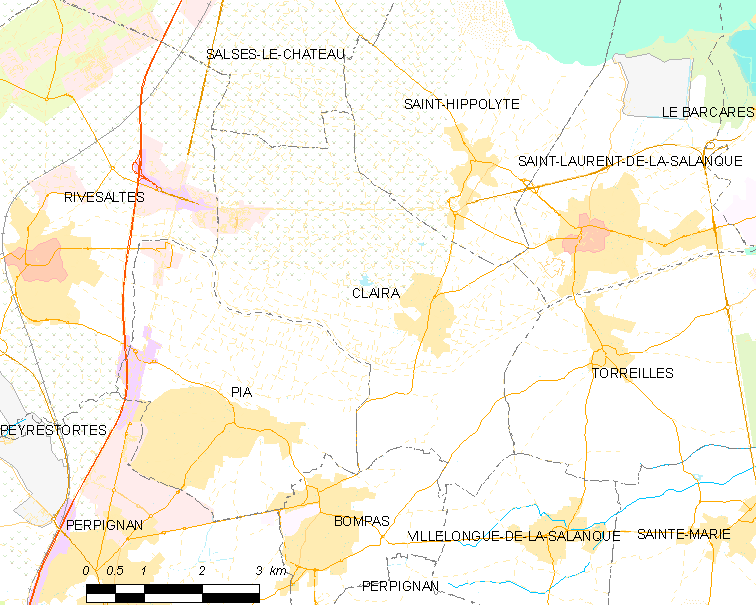
Situazione di Claira

## Società

### Evoluzione demografica
Abitanti censiti